# 小島嶼開発途上国

小島嶼開発途上国を示した地図

小島嶼開発途上国（しょうとうしょかいはつとじょうこく）とは、太平洋・西インド諸島・インド洋などにある、領土が狭く、低地の島国のこと。英語では、Small Island Developing States"と表記し、"SIDS"と省略表記する。国連にて、39の主権国家（2つの国連非加盟国を含む）と18の自治領・非独立地域を認定している。
小島嶼開発途上国は小島嶼国連合（AOSIS）という国際機関を設立しており、2024年12月現在、40ヶ国の小島嶼開発途上国のうちバーレーンを除くすべての国が小島嶼国連合に加盟している。

## 概要

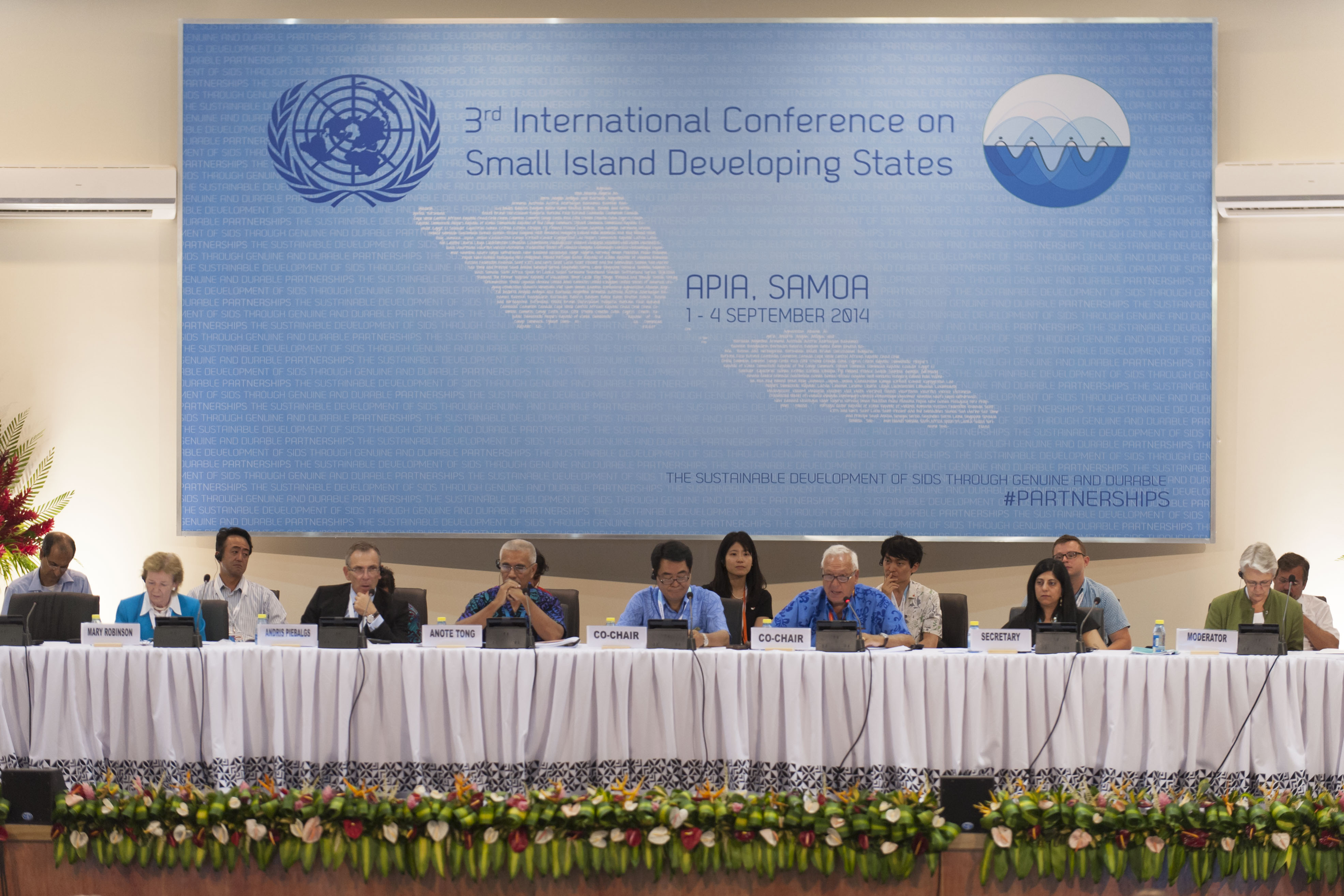
2014年9月、サモアで開催された第3回小島嶼開発途上諸国による国際会議

小島開発途上国は、小さな島で国土が構成されるため、気候変動・地球温暖化による海面上昇の影響や、少人口、自然災害など島国固有の脆弱性のために、持続可能な開発が困難だとされる。
小島嶼開発途上国は、持続可能な開発において、各国に共通の問題を抱えている。
- 人口が少ない。
- 資源に乏しい。
- 他国（SIDSでない）から遠い。
- 自然災害に襲われやすい。
- 国際貿易に過度に依存している。
- 国際開発（英語版）に対して脆弱である。
- 市場規模が小さい。
- 輸送費と通信費が高い。
- 行政とインフラの住民1人あたりのコストが高い。

## 国・地域
2024年現在、国連経済社会局（UN DESA）が、小島嶼開発途上国として以下の39の主権国家（2つの国連非加盟国を含む）と18の自治領・非独立地域を挙げている。これらの国および地域は地理的にカリブ海諸国、太平洋諸国、大西洋・インド洋・南シナ海諸国 (AIS) の3地域に分類され、それぞれカリブ共同体、太平洋諸島フォーラム、インド洋委員会などの地域共同体の参加国となっている。
- カリブ海諸国
  -  アンギラ[注 2][注 3][注 4]
  -  アンティグア・バーブーダ
  -  アルバ[注 2][注 4][注 5]
  -  バハマ
  -  バルバドス[注 6]
  -  ベリーズ[注 7]
  -  イギリス領ヴァージン諸島[注 2][注 3][注 4]
  -  キューバ[注 8]
  -  ドミニカ国
  -  ドミニカ共和国[注 5]
  -  グレナダ
  -  ガイアナ[注 9]
  -  ハイチ[注 10]
  -  ジャマイカ
  -  モントセラト[注 2][注 4]
  -  オランダ領アンティル[注 11][注 5][注 4]
  -  プエルトリコ[注 2][注 5][注 4]
  -  セントクリストファー・ネイビス
  -  セントルシア
  -  セントビンセント・グレナディーン
  -  スリナム[注 12]
  -  アメリカ領ヴァージン諸島[注 11][注 8][注 4]
- 太平洋諸国
  -  アメリカ領サモア[注 11][注 8][注 4]
  -  クック諸島
  -  ミクロネシア連邦
  -  フィジー
  -  フランス領ポリネシア[注 2][注 3][注 4]
  -  グアム[注 11][注 8][注 4]
  -  キリバス[注 10]
  -  マーシャル諸島
  -  ナウル
  -  ニューカレドニア[注 2][注 3][注 4]
  -  ニウエ
  -  北マリアナ諸島[注 2][注 8][注 4]
  -  パラオ
  -  パプアニューギニア
  -  サモア
  -  ソロモン諸島[注 10]
  -  東ティモール[注 10][注 5]
  -  トンガ
  -  ツバル[注 10]
  -  バヌアツ
  -  トリニダード・トバゴ
- 大西洋、インド洋および南シナ海諸国 (AIS)
  -  バーレーン[注 6][注 2][注 8]
  -  カーボベルデ[注 8]
  -  コモロ[注 10]
  -  ギニアビサウ[注 13][注 10][注 8]
  -  バルバドス[注 6]
  -  モルディブ[注 5]
  -  モーリシャス
  -  サントメ・プリンシペ[注 8]
  -  セーシェル
  -  シンガポール[注 14][注 8]